# My Sad Christmas Song
«My Sad Christmas Song» —en español: Mi triste canción de Navidad— es un villancico interpretado por la cantante estadounidense Miley Cyrus. Fue lanzada libremente en Internet mediante la cuenta de Cyrus en SoundCloud el 25 de diciembre de 2015. Se trata de un tema compuesto por Miley Cyrus y producido por Oren Yoel y The Flaming Lips, quienes también ayudaron en la composición. La balada es, según la cantante, su regalo de Navidad para sus fanáticos.

## Antecedentes
El primer antecedente de la grabación de un tema navideño tuvo lugar en 20 de diciembre, ya que fueron publicados mediante redes sociales breves adelantos de la sesión de grabación gracias a uno de los compositores del tema. Así, la primera noticia oficial sobre «My Sad Christmas Song» tuvo lugar el día de Nochebuena. La cantante mediante sus redes sociales publicó un breve adelanto de la balada navideña, afirmando que era un regalo de Navidad para sus fanes. Así, el 25 de diciembre fue publicada gratuita y libremente en su cuenta de SoundCloud como ya hizo con su anterior trabajo Miley Cyrus & Her Dead Petz.

## Composición
«My Sad Christmas Song» tiene una duración de cuatro minutos y veintiocho segundos. Fue compuesta por Miley Cyrus junto con Wayne Coyne, mientras la producción estuvo a cargo de Oren Yoel y The Flaming Lips. La canción es una balada con el amor como tema principal. Así, en sus letras la cantante le canta a un amor pasado al que añora en Navidad y se cuestiona a sí misma en esta «emotiva balada». Según algunos medios, podría ser una referencia a su relación personal más longeva, la que tuvo durante tres años con el actor australiano Liam Hemsworth, con quien llegó a comprometerse.

## Recepción

### Recepción de la crítica
Una vez publicada libremente la canción, varios medios de comunicación se hicieron eco del estreno, obteniendo en su mayoría una buena opinión acerca de la triste balada navideña. Desde la revista Complex reseñaron que «Como sugiere el título, "My Sad Christmas Song" es la luz en la alegría, pero sin duda llena de un cierto tipo de espíritu navideño con Cyrus cantando». Desde la revista Spin también valoraron positivamente el tema, afirmando que «Es una moderna melodía navideña, con referencias a rasgaduras bong y lo mejor de todo, la voz adolorida-breaky de Cyrus como manifiesto del blues yuletide en cada segundo de la canción triste, con un triste rasgueo». Asimismo, desde la británica The Independent nombraron a la balada como una de las mejores canciones de la Navidad estrenadas en 2015. Desde MTV también valoraron la canción con una positiva reseña. Se señala que la canción «con sus rasgueos lastimeros y sus verdadera letras habladas, equivale a una canción conmovedora que salta de falsa alegría de la Navidad a favor de las emociones reales, a pesar de los extraños y desagradable que son (...) Gracias por ser real, Miley».

## Historial de lanzamientos
| País  | Fecha                   | Formato                | Discografía  |
| ----- | ----------------------- | ---------------------- | ------------ |
| Mundo | 25 de diciembre de 2015 | Streaming (SoundCloud) | Smiley Miley |